# Clear Rivers
Clear Marie Rivers é uma personagem fictícia da franquia Final Destination interpretada por Ali Larter. Ela aparece pela primeira vez em Final Destination (2000) como uma formanda do terceiro ano do ensino médio, que após sobreviver a uma explosão de avião prevista por seu colega de classe Alex Browning, auxilia-o contra a "Morte" na tentativa de resgatar os outros sobreviventes da morte iminente. Ela aparece também na sequência Final Destination 2 (2003), encarregada de ajudar a visionista Kimberly Cormam em salvar o novo conjunto de vítimas. Clear aparece também nas romantizações dos filmes.
A personagem foi criada por Jeffrey Reddick. Junto com Tony Todd, Ali é a única pessoa que reprisou o papel na série de filmes. Ela recebeu um Young Hollywood Awards de "Breakthrough Performance - Female".

## Resumo da história

### Final Destination
Clear Rivers é introduzida no filme de 2000 Final Destination como uma dos formandos da fictícia Mt. Abraham High School, que estão embarcando no "Volée Airlines Flight 180" no Aeroporto Internacional John F. Kennedy com destino para o Aeroporto de Paris-Charles de Gaulle em 13 de maio de 2000. A bordo, Alex Browning (Devon Sawa) alerta os passageiros sobre a sua visão do avião explodindo no ar, ganhando nenhum apoio, exceto o de Clear. Ela e Alex são retirados do avião, juntamente com cinco outros antes dele explodir, matando os outros 286 passageiros. Depois de um interrogatório com o Agente Schreck (Roger Guenveur Smith) e o Agente Weine (Daniel Roebuck), ela é acompanhada por Alex e Ken Browning (Robert Wisden) para sua residência. No memorial para as vítimas, ela da para Alex uma rosa branca como gratidão por ter salvado sua vida. Tod Waggner (Chad Donella) morre inesperadamente, forçando Alex a fugir com Clear. Dentro de sua residência, Clear explora seu passado com Alex sobre a morte de seu pai, o novo casamento de sua mãe, e seu abandono. Depois, ela e Alex vão visitar William Bludworth (Tony Todd), que fala sobre a morte e as suas consequências. Percebendo que a morte está recuperando suas vidas, Alex e Clear armam um plano para resgatar os sobreviventes restantes. Tendo salvo com sucesso Carter Horton, Alex se retira do grupo. Não muito tempo depois, a casa de Clear sofre curtos-circuitos, obrigando-a a fugir para seu carro. Ela fica presa no carro, que explode, no entanto Alex consegue chegar a tempo de salvá-la. Seis meses depois, Clear, Alex e Carter desembarcam do avião rumo a Paris. Lá eles comemoram a vitória, tomando bebidas, mas Alex ainda está em dúvida, dizendo que ele não fora salvo, portanto, poderia ainda ser o próximo. Carter diz que Alex é o próximo, enquanto Clear acredita que eles se salvaram. Depois de ver sinais da premonição, a bebida de Clear derramada, lembrando sangue, Alex sai para ir ao hotel, quando quase foi atingido por um ônibus. A placa do Café é atingida e Alex é salvo por Carter de ser atingido por ela. O filme termina quando a placa atinge Carter nas costas, o matando.

#### Final alternativo
No final alternativo do filme, Clear e Alex praticam sexo após uma conversa numa praia, resultando em sua gravidez. Em seguida, Alex morre por eletrocussão na cena do carro em que a salva. Nove meses depois, ela dá à luz seu filho, nomeando-o Alexander Chance, e se reúne com Carter, com a certeza de que eles derrotaram a morte.

### Final Destination 2
Os acontecimentos de Final Destination 2 (2003) acorrem um ano após os acontecimentos do primeiro filme. Clear é introduzida como a única sobrevivente do Voo 180 que se internou no Instituto Stonybrook (Centro de Tratamento Psiquiátrico) aos dezenove anos de idade afirmando que a própria morte estava tentando matá-la. Ela aparece quando a visionista Kimberly Corman (A. J. Cook) vai visitá-la dentro do Instituto Stonybrook e pede sua ajuda sobre a segurança dos sobreviventes do acidente na Rota 23. Atormentada pela morte de Alex, Clear diz a Kimberly que se ela for esperta vai se salvar e para esquecer os outros. Pouco tempo depois, Clear muda de ideia e vai procurar Kimberly, que está com o policial Thomas Burke (Michael Landes). Ela os leva até William Bludworth (Tony Todd) para obterem ajuda. Willian reconhece Clear e ela pergunta sobre como impedir a morte, ele diz que não há escapatória, não há como enganar a morte, mas Clear rebate dizendo que ela e Alex enganaram a morte várias vezes. Vendo o insucesso de Clear, Kimberly pergunta educadamente e ele os informa que somente vida nova pode derrotar a morte. Os três param num posto de gasolina e Kimberly tem uma visão, onde se afoga em um lago após perder o controle de uma desconhecida van branca. Thomas diz que no acidente tinha uma mulher grávida numa van branca de entregas. Clear relembra o que Willian disse e chega a conclusão de que devem salvar o bebê que não deveria nascer por causa do acidente. Thomas descobre a placa da grávida, Isabella Hudson (Justina Machado), e manda um chamado geral. Enquanto isso, os três se juntam aos outros sobreviventes restantes: Nora Carpenter (Lynda Boyd), Eugene Dix (Terrence C. Carson), Katherine Jennings (Keegan Connor Tracy) e Rory Petters (Jonathan Cherry), e Clear os informa sobre os sinais. Ela é criticada por Eugene e quase sofre um acidente. Nora (que segundo a "lista" é a próxima a morrer) pega o elevador com Eugene para ir pra casa. Rory diz ver um sinal e Clear sai correndo, encontra Katherine e juntas tentam socorrer Nora que ficou com a cabeça presa no elevador, mas não conseguem e Nora é decapitada. No dia seguinte eles saem de carro para irem até Isabella, que está em custódia preventiva. Enquanto conversam, descobrem com a ajuda de Clear que se os sobreviventes do Voo 180 nunca tivessem saído do avião, eles também estariam mortos, e que a morte está consertando isso. De repente um pneu fura e o carro quase bate na van de Isabella, que estava sendo levada para hospital pelo policial Steve (Aaron Douglas) porque sua bolsa estourou. Nada acontecesse com Isabella e ela pede para o policial não parar para ajudar e levá-la logo ao hospital. Eugene fica gravemente ferido e Katherine fica presa no carro porque um tronco de árvore atravessou em cima de suas pernas. A ambulância chega para levar Eugene, e Clear tenta ir junto mas é impedida. A morte chega para Katherine e Rory. Clear, Kimberly e o policial Thomas emprestam uma caminhonete para irem até o hospital onde estão Isabella e Eugene. Enquanto dirige, Kimberly tem uma visão e deduz que uma enfermeira irá fazer mal a Isabella. Chegando no hospital, Clear manda Kimberly e Thomas procurarem Isabella e vai atrás de Eugene. Kimberly e Thomas impedem que a visão aconteça, o bebê nasce e eles comemoram. Depois vão para o corredor e se encontram com Clear, que não conseguiu achar o quarto de Eugene, onde as saídas de ar se fecharam e dois tanques de oxigênio começaram a vazar. Kimberly tem outra visão e conta que acha que Isabella não iria morrer no acidente da estrada. Eles então tentam descobrir o que a visão do lago significa. Kimberly lembra de alguém com mãos sangrando e Clear acha que é sobre Eugene. Ela volta a procurar o quarto de Eugene e segue até o fim do corredor, vê Eugene pelo vidro da última porta e ao abri-la tira um plug da tomada, criando uma faísca que faz o ar em torno de si e Eugene queimar, inclusive o seu rosto. O quarto do hospital explode, catapultando o corpo de Clear para perto dos pés de Kimberly e Thomas. Kimberly começa a chorar e Thomas arrasta-a para longe do corpo de Clear.
Em sua cena de morte alternativa, Clear sorri no momento preciso em que as chamas envolvem o seu corpo. A morte de Clear aparece também em formato de raios X durante os créditos de abertura de Final Destination 4, e nos créditos finais de Final Destination 5.

### Final Destination 3
Originalmente, Ali Larter, A. J. Cook e Michael Landes tinham a intenção de aparecer em Final Destination 3, reprisando seus papéis. No entanto, Ali Larter se recusou a renovar o contrato devido suas obrigações com outro filme, de modo que o roteiro para Final Destination 2 foi reescrito para ela ser morta no final do filme com o colega Eugene. Os nomes e fotos dos personagens de A. J. Cook e Michael Landes aparecem em um jornal informando que eles foram mortos por uma colheitadeira, encontrado na edição especial interativa de Final Destination 3.

## Outras aparições

### Literatura
Clear Rivers fez sua estreia literária em janeiro de 2006, quando Natasha Rhodes lançou uma romantização do filme intitulada Final Destination I: The Movie. O livro segue os acontecimentos do filme, mas concentra-se mais em Clear e seu passado familiar. Apareceu pela última vez no livro Final Destination II: The Movie, lançado 28 dias após o seu precursor.